# Natalie Paley
Pour les articles homonymes, voir Paley (homonymie).
Natalia Pavlovna (russe: Наτалья Павловна Палей), princesse Paley, comtesse von Hohenfelsen connue sous le nom de Natalie Paley (ou Natacha Paley, ou même Natalia Paley aux États-Unis) née le 5 décembre 1905 dans le 16e arrondissement de Paris, morte le 27 décembre 1981 à New York, est une aristocrate issue de la famille Romanov, devenue en exil mannequin et actrice.

## Biographie

### Enfance et famille

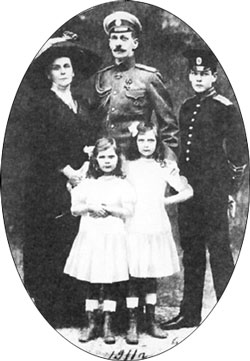
Natalie Pavlovna, à l'époque Natalie de Hohenfelsen, avec son frère le prince Vladimir Pavlovitch, sa sœur la princesse Irène Pavlovna, et ses parents (1911).

Natalie Paley est la fille du grand-duc de Russie Paul Alexandrovitch et d'Olga Karnovitch (titrée comtesse de Hohenfelsen, puis princesse Paley). Le mariage de ses parents était morganatique, car l'union avait été refusée par le tsar Nicolas II. Exilés, les parents de Natalie s'établirent à Boulogne près de Paris.
La jeune princesse naquit à Paris le 5 décembre 1905 et fut élevée à la française, le russe étant parlé à la maison. Il en était ainsi pour son frère Vladimir de Hohenfelsen et sa sœur Irène. Elle grandit dans le bel hôtel particulier de Boulogne. Pendant l'été, elle passait ses vacances à Biarritz, station balnéaire fréquentée par la bonne société européenne et appréciée des grands-ducs de Russie.
En 1913, à la veille de la déclaration de la Première Guerre mondiale, le tsar rappela le grand-duc Paul et sa famille à Saint-Pétersbourg et lui pardonna. Le grand-duc fit construire un palais à Tsarskoïe Selo, et y emménagea en 1914. Le jeune prince Vladimir Pavlovitch Paley est appelé à servir sous le commandement de son père dans un régiment de cavalerie.

### La révolution d'Octobre

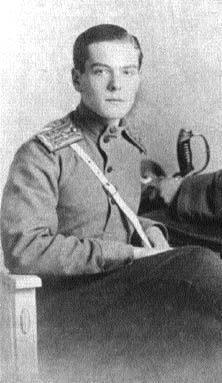
Le prince Vladimir Pavlovitch Paley, frère de la princesse Natalie Paley.

Après la révolution d'Octobre, Natalie, sa sœur et ses parents sont assignés à résidence par les bolcheviks. Les deux princesses Natalie et Irène sont victimes de la brutalité des bolcheviks. Il est possible que Natalie Paley ait été violée : certains membres de la famille impériale témoignèrent de ce traumatisme, et étaient convaincus de la véracité de ses dires. D'après son neveu Michel Romanoff, cela aurait eu des conséquences sur son comportement de femme adulte, notamment dans ses relations personnelles[réf. à confirmer].
Grâce au soutien de la grande-duchesse Marie Pavlovna, la princesse et sa sœur quitteront la Russie pour la Finlande, en traversant à pieds le lac Ladoga gelé. En mars 1918, leur frère Vladimir est arrêté, exilé en Oural puis assassiné le 18 juillet 1918. En août 1918, leur père, le grand-duc Paul est arrêté et emprisonné à la forteresse de Saint-Pétersbourg. Malgré les tentatives de son épouse pour obtenir sa libération, il sera exécuté le 29 janvier 1919.

### L'exil en France

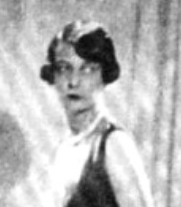
La princesse Irina Pavlovna Paley, sœur de la princesse Natalia Pavlovna Paley.

Après l'annonce du décès de son époux, la princesse Olga Paley rejoint ses filles en Finlande. La princesse Natalie, sa sœur et sa mère quittent la Finlande et reviennent à Boulogne. Face aux difficultés financières, la princesse Olga Paley se vit dans l'obligation de vendre son hôtel particulier. Natalie et sa sœur résidèrent dès lors rue de la Faisanderie, dans une maison achetée par leur mère, qui achète également une villa à Biarritz.
Au cours des étés passés à Biarritz, la princesse Natalie établit aussi des liens avec des représentants de célèbres maisons de couture de Paris, dont Lucien Lelong qui l'engagea comme mannequin. En 1927, Natalie Paley l'épouse, et devient ainsi le mannequin principal de la maison de couture. Il semble que le mariage ne fut pas consommé.
Après son mariage avec Lucien Lelong, la jeune princesse devient une personnalité à la mode. Son visage apparaîtra souvent sur les couvertures du magazine Vogue. À Paris, elle côtoie des personnalités issues du milieu artistiques, comme Jean Cocteau (qui l'initie à la prise d'opium), Marie-Laure de Noailles, Charles de Noailles, Hoyningen-Huene et Serge Lifar, Charles Boyer. Jean Cocteau et Natalie Paley entament alors une liaison amoureuse de deux ans. Le poète fait même courir le bruit qu'elle attend un enfant de lui, en 1932 elle part se faire avorter en Suisse. Cocteau aurait aimé être père à en juger par la douloureuse phrase de Pierre Bergé "Mais trente ans après, la blessure ne sera pas refermée".
Au début des années 1930, Natalie Paley quitte Paris pour le midi de la France, puis se rend en Italie dans la propriété des Visconti, où elle fait la connaissance du futur metteur en scène Luchino Visconti. C'est lui qui conseille à Natalia Pavlovna de faire du cinéma. La princesse revient à Paris où elle fait des essais cinématographiques : remarquée par Marcel L'Herbier, elle obtient un rôle dans L'Épervier.

### La carrière américaine
Suivant les conseils de son amie Marlène Dietrich, la princesse Paley se rend aux États-Unis et s'installa à Hollywood. Dans cette capitale du cinéma, elle fait la connaissance de personnalités artistiques émigrées aux États-Unis : le metteur en scène George Cukor, Marlène Dietrich, le compositeur Cole Porter, l'acteur Everett Sloane, l'écrivain Klaus Mann et Greta Garbo. Aux États-Unis, sa carrière cinématographique reste modeste. Elle devient amie avec l'actrice Katharine Hepburn lors du tournage du film Sylvia Scarlett ; cette amitié dure jusqu'au décès de la princesse. Elle côtoie aussi Greta Garbo, même s'il semble que les deux femmes ne s'apprécient guère.

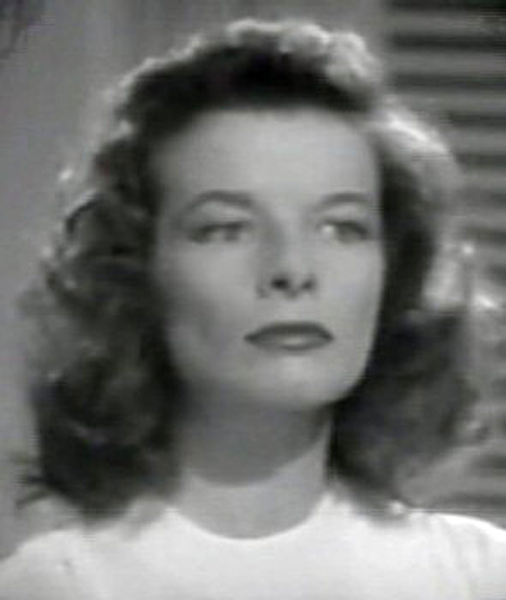
Katharine Hepburn, amie proche de la princesse Natalia Pavlovna Paley.

En 1936, après un bref séjour en France pour le tournage du film Les Hommes nouveaux de Marcel L'Herbier, film qui rencontre un franc succès auprès du public, sa carrière cinématographique européenne prend fin. La princesse Natalia Pavlovna Paley retourne aux États-Unis et se fixe à New York, où elle peut vivre incognito. Dans cette ville, elle fait la connaissance du producteur de théâtre John Chapman Wilson, forte personnalité de Broadway. En 1937, le divorce entre Lucien Lelong et la princesse est prononcé. La même année, elle se remarie avec John Chapman Wilson ; le couple s'établit dans un appartement de Central Park. Natalie Paley travaille alors comme chargée des relations publiques pour le couturier Mainbocher, et met un terme à sa carrière d'actrice. Son époux, miné par les échecs successifs, sombre cependant dans l'alcoolisme, et il meurt en 1961.

### Fin de vie et mort
Après la mort de son époux, Natalia Pavlovna Paley s'isole du monde dans son appartement de Manhattan, et ne reçoit plus personne. Il semble qu'elle soit également devenue alcoolique, ce qui à son tour engendre des crises de diabète et une perte de la vue. Les lettres adressées à sa sœur deviennent rares. Dans les années 1970, son neveu le prince Mikhaïl Fiodorovitch de Russie se rend à l'appartement new-yorkais où il trouve porte close, sa tante refusant de le recevoir.
En décembre 1981, Natalia Pavlvona Paley est victime d'une chute dans sa salle de bains ; les médecins diagnostiquent une fracture du col du fémur. Elle meurt lors de l'opération, à l'aube du 27 décembre 1981 à l'hôpital Roosevelt de New York. Elle est inhumée dans le cimetière presbytérien d’Ewing dans le New Jersey.

## Filmographie
- 1930 : Le Sang d'un poète de Jean Cocteau
- 1933 : L'Épervier de Marcel L'Herbier
- 1934 : Le Prince Jean de Jean de Marguenat
- 1934 : La Vie privée de Don Juan (The Private Life of Don Juan) d'Alexander Korda
- 1935 : Sylvia Scarlett de George Cukor
- 1935 : L'Homme des Folies Bergère de Marcel Achard et Roy Del Ruth (version française de Folies Bergère de Paris de Roy Del Ruth, 1935)
- 1936 : Les Hommes nouveaux de Marcel L'Herbier